# Bar Island (Antarktika)
Bar Island (von englisch bar ‚Balken, Riegel‘) ist eine längliche, niedrige und felsige Insel vor der Fallières-Küste des Grahamlands im Norden der Antarktischen Halbinsel. Sie liegt 400 m vor dem westlichen Ende des Gebirgskamms Red Rock Ridge und etwa 1,4 km südlich von Gremlin Island.
Teilnehmer der British Graham Land Expedition (1934–1936) unter der Leitung des australischen Polarforschers John Rymill nahmen 1936 eine grobe Vermessung vor. Eine erneute Vermessung erfolgte zwischen 1948 und 1949 durch den Falkland Islands Dependencies Survey, der die Insel nach ihrer Form benannte.